# Надбрамна дзвіниця на Аскольдовій могилі
Надбрамна дзвіниця на Аскольдовій могилі — дзвіниця кладовища на Аскольдовій Могилі в Києві. Зведена на початку 1860-х років, перебудована у 1899—1901 роках і зруйнована більшовиками у 1935 році. Стояла на місці входу до парку Аскольдова могила з боку площі Андрія Первозваного, біля вигину Дніпровського узвозу.

## Історія
З XVI століття на Аскольдовій Могилі при Микільському монастирі діяло кладовище для ченців. У 1786 році воно набуло загальноміського значення і невдовзі перетворилося на найпрестижніший цивільний некрополь Києва, де ховали представників київської аристократії та видатних громадських, культурних і військових діячів.
У 1861 році кладовище огородили новою кам'яною стіною, біля головного входу спорудили одноповерховий будинок причту Миколаївської церкви та аркову браму, що завершувалася трикутним фронтоном і невеликою дзвіницею. Креслення брами із дзвіницею виконав службовець Фурін. Дзвіниця була оформлена у російсько-візантійському стилі та прикрашалася кілеподібними архівольтами та цибулястою банькою. Однак з часом дзвіниця ставала все більш непомітною на фоні розкішних цвинтарних склепів, тому 1898 року єпархіальний архітектор Євген Єрмаков розробив проєкт нової, монументальнішої дзвіниці, яку звели у 1899—1901 роках. Це була двоярусна дзвіниця з високим шатровим завершенням і цегляним декором у псевдоросійському стилі. Перший ярус прикрашали дві декоративні, круглі у плані баньки, аркові дзвонові прорізи другого ярусу декорувалися гирками. Обабіч дзвіниці розташовувалися приземкуваті декоративні пілони з наметами та хрестами.
23 грудня 1934 року президія Київської міської ради постановила ліквідувати кладовище на Аскольдовій Могилі та перетворити цю місцевість на парк. Наступного, 1935 року разом із кладовищем зруйнували усі споруди на ньому, включно із брамою та надбрамною дзвіницею.
Наприкінці XX століття Музей історії Києва та інститут «Укрпроектреставрація» підготували проєкт відновлення комплексу Миколаївської церкви, в рамках якого мали відбудувати браму та дзвіницю, проте за браком коштів цей проєкт так і не реалізували.